# Dodo zu Innhausen und Knyphausen
Dodo zu Innhausen und Knyphausen (Lütetsburg, 2 luglio 1583 – Haselünne, 11 gennaio 1636) è stato un militare tedesco.
Dodo zu Innhausen und Knyphausen nacque a Lütetsburg nella Frisia orientale il 2 luglio 1583. Soldato tedesco al servizio svedese, nelle file del quale diverrà nel 1633 maresciallo in campo durante la guerra dei trent'anni, fu presente alle battaglie di Höchst del 1622, di  Stadtlohn del 1623, e a quella della ponte di Dessau del 1626 in cui venne catturato e successivamente liberato per riscatto. Nel 1628, durante l'assedio di La Rochelle, si pose al servizio inglese nel tentativo fallito di aiutare la fortezza ugonotta.
Knyphausen entrò in servizio presso l'esercito svedese nel 1630 arruolando molti reggimenti tedeschi.
Presente alla battaglia di Lützen del 1632, in cui il re svedese fu ucciso, Knyphausen era terzo in comando dell'esercito svedese. Dopo la morte del re di Svezia, Knyphausen giocò una parte importante nel tenere insieme lo scosso esercito svedese per le ore cruciali seguite alla perdita del sovrano.
Come una ricompensa per il suo servizio alla battaglia di Lützen (1632), Knyphausen fu nominato maresciallo di campo e comandante supremo di tutte le forze svedesi che operavano nella bassa Sassonia. In questo ruolo il generale ottenne un'importante vittoria alla battaglia di Oldendorf nel 1633.
Morì in battaglia ad Haselünne nel 1636.